# Левкас (есмінець)
«Левкас» (рос. «Левкас») — російський військовий корабель, ескадрений міноносець типу «Фідонісі» групи есмінців типу «Новик». З початком революційних подій 1917 року будівництво есмінця призупинено. Добудований і став до ладу радянського Чорноморського флоту в 1925 році. Брав активну участь у Другій світовій війні, бився в акваторії Чорного моря. 3 квітня 1942 року через погану видимість наразився на каміння в районі бухта Рибача — мис Тонкий. Розбитий штормом, що почався на другий день. 3 червня 1942 року корабель після роззброєння був виключений зі складу ВМФ.
Есмінець «Левкас» у травні 1916 року закладений на верфі заводу «Наваль» у Миколаєві. 28 жовтня 1917 року спущений на воду. З 5 лютого 1925 року був перейменований на «Шаумян». 10 грудня 1925 року вступив до строю і цього ж дня увійшов до складу Морських сил Чорного моря.

## Бойовий шлях
На початок війни перебував у складі 1-го дивізіону ескадрених міноносців, з базуванням у Севастополі. У липні дислокувався в Одесі. 18 липня разом з легким крейсером «Комінтерн», лідером «Харків» та есмінцем «Бодрий» забезпечував евакуацію радянського десанту з Дунайського плацдарму та прикривав відхід 5 моніторів та 16 бронекатерів Дунайської флотилії до Одеси.
Протягом другої половини серпня 1941 року корабель разом з крейсером «Червона Україна», лідером «Ташкент», есмінцями «Беспощадний», «Незаможник», «Смишлений», «Фрунзе», «Бойкий», канонерськими човнами забезпечував артилерійську підтримку військ, що обороняли Одесу.
З початку листопада 1941 року «Шаумян» брав участь в обороні Севастополя. 28-29 грудня 1941 року з легкими крейсерами «Красний Крим», «Красний Кавказ», есмінцями «Незаможник», «Железняков», тральщиком «Кубань» брав участь у висадці десанту в порту Феодосії при проведенні Керченсько-Феодосійської операції.
15-16 січня та 24-25 січня 1942 року забезпечував вогневу підтримку висадки тактичного Судакського десанту; 28-29 лютого — діяв у демонстраційній висадці десанту в Алушті.
3 квітня 1942 року «Шаумян» здійснював перехід із Новоросійська до Поті у складних погодних умовах. Через грубі порушення правил штурманської служби корабель наразився на мілину неподалік Геленджика в районі мису Тонкий (бухта Рибача), пробив днище і ліг на ґрунт. Зняти корабель з каміння не вдалося, згодом корабель був повністю зруйнований штормами та німецькою авіацією. 102-мм гармати були зняті з корабля й використані для забезпечення берегової батареї № 464 (Новоросійська ВМБ). 3 червня 1942 року «Шаумян» виключений зі складу ВМФ СРСР.